# René Fasel
René Fasel (Friborgo, 6 febbraio 1950) è un dirigente sportivo, ex arbitro di hockey su ghiaccio e hockeista su ghiaccio svizzero.

## Biografia
Fasel giocò nella squadra della sua città, l'Hockey Club Fribourg-Gottéron dalle giovanili fino alla prima squadra, in Lega Nazionale B. Della squadra è ancora oggi membro onorario. Già nel 1972, tuttavia, si ritirò per diventare arbitro. Diresse a livello nazionale ed internazionale per dieci anni, fino al 1982, quando fu nominato presidente della commissione arbitrale della federazione svizzera.
Nel 1985 fu nominato presidente della federazione, l'anno dopo divenne consigliere della IIHF, oltreché membro del comitato per il marketing e presidente del comitato arbitrale della stessa federazione internazionale. Nel 1992 entrò a far parte dell'Associazione Olimpica Svizzera. Nel 1994 succedette a Günther Sabetzki alla guida della Federazione internazionale, venendo poi confermato ogni volta, l'ultima delle quali nel 2008. DAl 1995 è, nelle sue vesti di presidente IIHF, membro del Comitato Olimpico Internazionale. Dal 2002 presiede anche, all'interno del CIO, l'Association of International Olympic Winter Sports Federations.
Nel gennaio 2021 Fasel è stato criticato per l'incontro con Aljaksandr Lukašėnka in merito ai Campionati mondiali di hockey su ghiaccio maschile del 2021 durante le proteste bielorusse del 2020-2021. Fasel ha risposto che l'incontro era esclusivamente per discutere dei Campionati del mondo e che avevano buoni rapporti per 20 anni giocando insieme a hockey sul ghiaccio. Ha anche affermato di essere convinto di non aver fatto nulla di male. Fasel è stato anche criticato per aver posato per una fotografia con Dzmitry Baskau, il presidente della Federazione bielorussa di hockey su ghiaccio, che è stato collegato alla morte del manifestante Raman Bandarenka.